# Союз ТМ-26
«Союз ТМ-26» — российский транспортный пилотируемый космический аппарат из серии «Союз ТМ», на котором в 1997—1998 годах осуществлялось экспедиционное посещение орбитальной станции «Мир».

## Экипаж

### Экипаж старта
- (Роскосмос) Анатолий Соловьёв (5)[2] — командир.
- (Роскосмос) Павел Виноградов (1) — бортинженер[3].

### Экипаж возвращения
- (Роскосмос) Анатолий Соловьёв.
- (Роскосмос) Павел Виноградов.
- (CNES) Леопольд Эйартц (1) — космонавт-исследователь.

## Выходы в космос
- 22 августа 1997 года — А. Соловьёв и П. Виноградов, из ПхО ББ в разгерметизированный модуль «Спектр» (длительность 3 часа 16 минут).
- 6 сентября 1997 года — А. Соловьев и М. Фоул[4], из ШСО «Кванта-2» (длительность 6 часов 00 минут).
- 1 октября 1997 года — С. Паразински и В. Титов[5], из пристыкованного к станции МТКК «Атлантис» (длительность 5 часов 01 минута).
- 20 октября 1997 года — А. Соловьев и П. Виноградов, из ПхО ББ в разгерметизированный модуль «Спектр» (длительность 6 часов 38 минут).
- 3 ноября 1997 года — А. Соловьев и П. Виноградов, из ШСО «Кванта-2», шлюзовались в ПНО «Кванта-2» (длительность 6 часов 04 минут).
- 6 ноября 1997 года — А. Соловьев и П. Виноградов, из ПНО «Кванта-2» (длительность 6 часов 17 минут).
- 9 января 1998 года — А. Соловьев и П. Виноградов, из ПНО «Кванта-2» (длительность 4 часа 04 минуты).
- 14—15 января 1998 года — А. Соловьев и Д. Вулф, из ПНО «Кванта-2» (длительность 6 часов 38 минут).

## Динамические операции на орбите
- «Союз ТМ-25» — Расстыковка 14 августа 1997 года в 08:55:58 (UTC) от ПхО ББ.
- «Союз ТМ-26»:
  - Стыковка 7 августа 1997 года в 17:02:08 (UTC) Квант-1[6].
  - Перестыковка 15 августа 1997 года с 13:29:20 по 14:13:06 (UTC) с модуля «Квант-1» на ПхО ББ в ручном режиме.
- «Прогресс М-35»:
  - Повторная стыковка 18 августа в 12:52:48 (UTC) к модулю «Квант» в телеоператорном режиме.
  - Расстыковка 7 октября 1997 года в 12:03:47 (UTC).
- МТКК «Атлантис STS-86»:
  - Стыковка 27 сентября 1997 года в 19:58 (UTC) к стыковочному отсеку в ручном режиме.
  - Расстыковка 3 октября 1997 года в 17:28 (UTC).
- «Прогресс М-36»:
  - Стыковка 8 октября 1997 года в 17:07:40 (UTC) к модулю «Квант» в автоматическом режиме.
  - Расстыковка 17 декабря 1997 года в 06:01:53 (UTC).
- «Прогресс М-37»:
  - Стыковка 22 декабря 1997 года в 10:22:20 (UTC) к модулю «Квант» в автоматическом режиме.
  - Расстыковка 30 января 1998 года в 12:53 (UTC).
  - Стыковка 2 февраля 1997 года в 9:42:28 (UTC) к модулю «Квант»
  - Расстыковка 30 января 1998 года в 12:53 (UTC)
- МТКК «Индевор STS-89»:
  - Стыковка 24 января 1998 года в 20:14:15 (UTC) к стыковочному отсеку в ручном режиме.
  - Расстыковка 15 марта 1998 года в 19:16:01 (UTC).
- «Союз ТМ-27»:
  - Стыковка 31 января 1998 года в 17:54:30 (UTC) Квант-1.

## Итоги экспедиции
По итогам этой экспедиции командир «Союз ТМ-26» Анатолий Соловьёв стал первым космонавтом, выполнившим четыре длительных полёта. По сумме пяти своих полетов Соловьёв набрал 651 сутки 00 часов 03 минуты 08 секунд в космосе и вышел на второе место в мире после Валерия Полякова.